# Sidomulio
Sidomulio is een bestuurslaag in het regentschap Padang Lawas van de provincie Noord-Sumatra, Indonesië. Sidomulio telt 589 inwoners (volkstelling 2010).